# Superman II – Äventyret fortsätter
Superman II – Äventyret fortsätter (engelska: Superman II) är en amerikansk science fiction-action från 1980 i regi av Richard Lester med Christopher Reeve i huvudrollen. Filmen hade biopremiär i USA den 19 juni 1981. och Sverigepremiär den 14 augusti samma år.

## Handling
Tre kryptonier – General Zod, Ursa och Non – som begått så hemska brott att de förpassats till Spökzonen frias när Stålmannen skickar ut en atombomb i rymden. De tar sig till jorden, där de får superkrafter. När Stålmannen konfronterar dem blir han besegrad. Det hela förvärras när Lex Luthor hittar Stålmannens hemliga nordpolsfästning och en apparat som för evigt kan ta bort hans superkrafter, och avslöjar detta för kryptonierna.

## Om filmen
Filmen påbörjades med Richard Donner som regissör, men efter kreativa oenigheter mellan honom och producenterna i ett relativt sent skede ersattes han av Richard Lester. År 2006 kom Donners version av filmen ut på DVD i USA under samma titel men marknadsfördes som Superman II: The Richard Donner Cut.

## Rollista (urval)
- Christopher Reeve – Stålmannen/Clark Kent
- Gene Hackman – Lex Luthor
- Margot Kidder – Lois Lane
- Terence Stamp – General Zod
- Sarah Douglas – Ursa
- Jack O'Halloran – Non
- Jackie Cooper – Perry White
- E.G. Marshall – USA:s president